# 아이의 노랫소리를 들려줘
아이의 노랫소리를 들려줘(アイの歌声を聴かせて, Sing a Bit of Harmony)는 일본에서 제작된 요시우라 야스히로 감독의 2021년 애니메이션, 드라마, SF 영화이다.

## 목소리 출연

### 주연
- 츠치야 타오 - 시온 목소리 역
- 후쿠하라 하루카 - 사토미 목소리 역
- 쿠도 아스카 - 토우마 목소리 역
- 오키츠 카즈유키 - 곳짱 목소리 역
- 코마츠 미카코 - 아야 목소리 역
- 히노 사토시 - 산다 목소리 역

### 조연
- 오하라 사야카
- 하마다 겐지
- 츠다 켄지로
- 사키히 미유